# Angela Mortimer
Florence Angela Margaret Mortimer Barett (Plymouth, Inglaterra, 21 de abril de 1932) es una extenista británica.

## Trayectoria
Su primer gran éxito lo consiguió en 1955 en el Torneo de Roland Garros en la categoría individual, al igual que el dobles del Campeonato de Wimbledon. Ganó el Abierto de Australia en 1958 en la categoría individual y ese mismo año jugó en la final de Wimbledon a Althea Gibson, pero perdió.
Fue en 1961 cuando triunfó en Wimbledon, al vencer en la final a su compatriota Christine Truman. Los éxitos de Mortimer son más valiosos si se tiene en cuenta que tenía problemas agudos de audición y no oía el bote de la pelota en el suelo.
En 1993 fue incluida en el Salón de la Fama.